# 湛増庸一

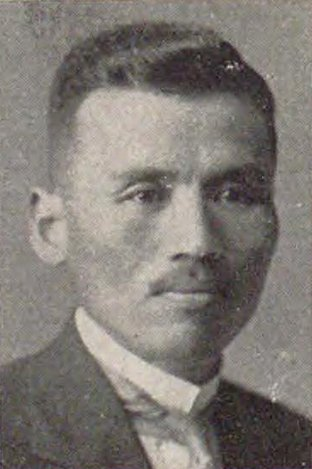
湛増庸一

湛増 庸一（たんそう よういち、1886年（明治19年）4月17日 – 1941年（昭和16年）5月14日）は、日本の政治家、教育者。衆議院議員（1期）。

## 経歴
岡山県久米郡倭文西村（現在の美咲町）出身。1904年（明治37年）、岡山県立第一中学校を卒業。1908年（明治41年）に東京帝国大学農科大学を卒業。その後、アメリカ合衆国に留学して、ミネソタ州立農科大学を卒業し、さらにノースダコタ大学に学んだ。1912年（明治45年）に帰国した後は、岡山県農業試験場講師、山本農学校校長・山本実科高等女学校校長などを務めた。
1924年（大正13年）の第15回衆議院議員総選挙に出馬して当選を果たしたがその際、同じ岡山県第七区での競合相手だった藤島守太と談合して藤島方の選挙民を1万円で買収、衆議院選挙罰則違反で禁錮3月の判決を受け、1925年（大正14年）11月19日、大審院で上告棄却され、失職した。これにより正八位返上を命じられ、大礼記念章を褫奪された。
1926年、日本農村協会を創設し専務理事となり、また中国民報社常務理事を務めた。その後、国民精神総動員連盟総務部長に就任した。